# 카우르
카우르(펀자브어: ਕੌਰ)는 시크교에서 카스트 제도를 부정할 목적으로 사용하는 시크교 여성 전용 성씨이다. 다만 시크교를 믿는 사람 말고도 이 성씨를 사용하는 사람들도 있으며 이 중에는 여성이 아닌 남성도 존재한다.

## 카우르 성씨를 지닌 인물 목록
- 님라트 카우르: 인도의 여배우
- 아친트 카우르: 인도의 여배우
- 차르미 카우르: 인도의 여배우

## 같이 보기
- 싱
- 시크교